# Margareta Arvidsson
Margareta Arvidsson (* 12. Oktober 1947 in Göteborg) ist ein schwedisches Modell.

## Leben
Margareta Arvidsson wurde 1966 zur Miss Schweden gewählt und war im gleichen Jahr ebenfalls Miss Universe. Außerdem erhielt sie den „Miss Photogenic-Award“.
Sie war international als Modell für die Agentur Ford Models tätig. Darüber hinaus arbeitete sie eine Zeit lang als Schauspielerin.
1999 war sie Ehrengast beim 50-jährigen Jubiläum von Miss Schweden.
Sie war neun Jahre lang mit dem brasilianischen Fotografen Otto Stupakoff verheiratet. Aus der Ehe stammen zwei Kinder.